# Sukuma (peuple)
Pour les articles homonymes, voir Soukouma.
Les Sukuma sont une population bantoue d'Afrique australe, le premier groupe ethnique de Tanzanie, soit près de 6 millions de personnes. Les zones de population principales sont situées à l'est et au sud du lac Victoria. La plupart des Sukuma sont agriculteurs, mais un nombre sans cesse croissant vit dans la ville de Mwanza, l'une des agglomérations connaissant la plus forte croissance en Tanzanie[réf. nécessaire].

## Ethnonymie
Selon les sources et le contexte, on observe plusieurs formes : Basukuma, Sukumas, Wasukuma.

## Langues
Les Sukuma parlent une langue bantoue, le sukuma, dont le nombre de locuteurs était estimé à 5 430 000 en 2006. Dans leur langue, sukuma signifie « le nord »[réf. nécessaire]. Le swahili est également utilisé.